# Eremo di San Valentino
L'eremo di San Valentino è un eremo ubicato a Gargnano, nella frazione di Sasso.

## Storia
Nel 1630 gli abitanti di Gargnano per sfuggire alla peste si rifugiarono in una zona montuosa nei pressi del paese: terminata l'epidemia, intorno al 1650, i superstiti edificarono una cappella con un eremo. Un eremita è attestato nel 1684, un altro, di nome Giovanni Marchetti, risale alla meta del XVIII secolo. L'ultimo eremita a essere documento è Geremia Paladini, il quale si rifugiò all'eremo nel 1849, probabilmente per aver disertato il servizio militare durante la dominazione austriaca: questo, soprannominato el romet de San Valentì, condusse una vita di eremitaggio per sedici anni, fino alla sua morte, avvenuta nel 1865. Caduto in rovina, l'eremo venne restauro nel 1970 per volere dell'ingegnere Alberto Cita con l'aiuto di Emilio Baruffaldi e Mario Montenovi: fu riaperto il 14 febbraio 1971 con una celebrazione religiosa presieduta da don Franco Della Torre.

## Descrizione
L'eremo di San Valentino è posto ad un'altezza di 772 metri: l'ingresso avviene tramite una porta in legno, nascosta nella vegetazione, azionata tramite una pietra legata ad una corda che scorre su una carrucola; percorso un breve viale si arriva ad una terrazza circondata da cipressi dove, addossato alla montagna e a picco sul lago di Garda, è l'eremo. Questo si compone di una cappella, una sacrestia, due ambienti e un deposito, oltre ad una cisterna naturale, un tempo alimentata da una sorgente, chiusa da una porta in legno.
La cappella ha una facciata in muratura, con portale sormontato da una finestra circolare; l'interno è di modeste dimensioni, a navata unica, con altare maggiore in muratura di semplice fattura sul quale è posto un dipinto Madonna col Bambino, realizzato dall'eremita Geremia Paladini nel 1859, che si ritrae nell'opera, vestito con tunica e bastone mentre effettuava la questa, ai piedi della Madonna insieme a san Valentino. Prima del restauro l'altare maggiore era in legno intagliato, con candelabri realizzati nello stesso materiale e alle pareti erano fissati quadretti ex-voto. Lungo la facciata, tra l'ingresso della cappella e il resto dell'eremo, si innalza un campanile a vela.